# فولكر فيسينغ
فولكر فيسينغ (بالألمانية: Volker Wissing) (مواليد 22 أبريل 1970 في لانداو في لانداو إن در بفالتس) محامٍ وسياسي ألماني ينتمي للحزب الديمقراطي الحر (FDP). يشغل منذ 8 ديسمبر 2021 منصب وزير الشؤون الرقمية والنقل في حكومة شولتس.
منذ عام 2011 يترأس حزبه في ولاية راينلاند بالاتينات، من 18 مايو 2016 إلى 18 مايو 2021 شغل منصب وزير الاقتصاد والنقل والزراعة وزراعة الكروم في ولاية راينلاند بالاتينات ونائب رئيس وزراء الولاية. كما يشغل منصب الأمين العام للحزب الديمقراطي الحر منذ 19 سبتمبر 2020؛ وقبل ذلك من 2013 كان محللًا في هيئة رئاسة الحزب.